# ستاریلکووتسی
ستاریلکووتسی (به بلغاری: Starilkovtsi) یک منطقهٔ مسکونی در بلغارستان است که در شهرستان گابروو واقع شده‌است.